# Anthostella
Anthostella är ett släkte av koralldjur. Anthostella ingår i familjen Actiniidae.
Kladogram enligt Catalogue of Life:
| Anthostella | \| \| Anthostella badia \| \| \| \| \| \| Anthostella stephensoni \| \| \| \| |
|             | \| \| Anthostella badia \| \| \| \| \| \| Anthostella stephensoni \| \| \| \| |
|             | Anthostella badia                                                             |
|             |                                                                               |
|             | Anthostella stephensoni                                                       |
|             |                                                                               |

## Bildgalleri

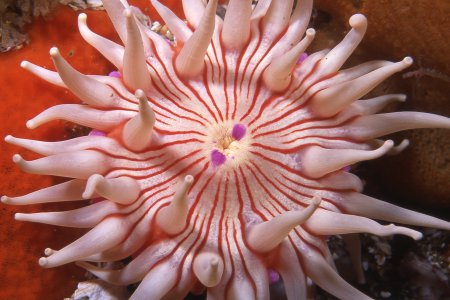
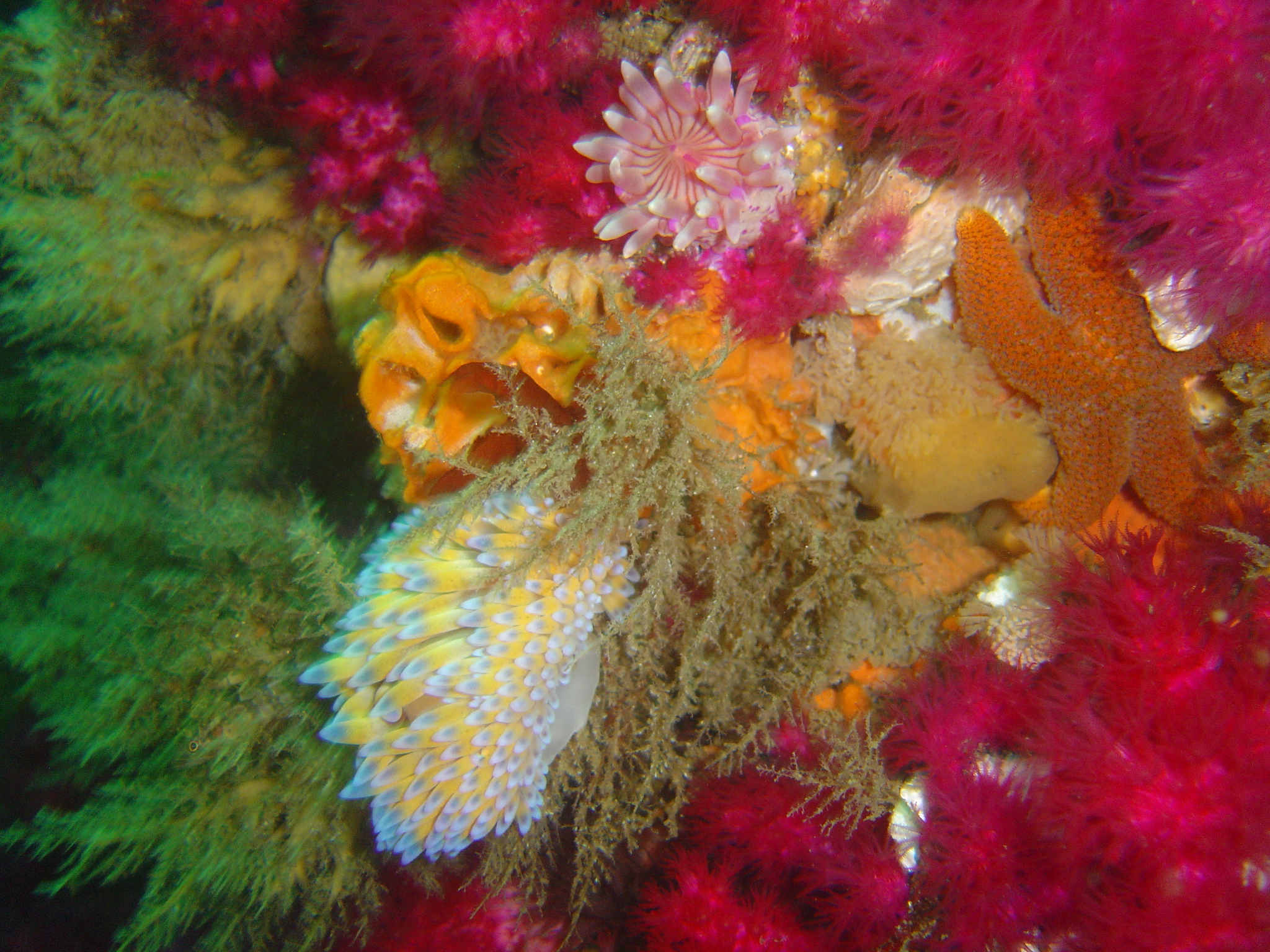
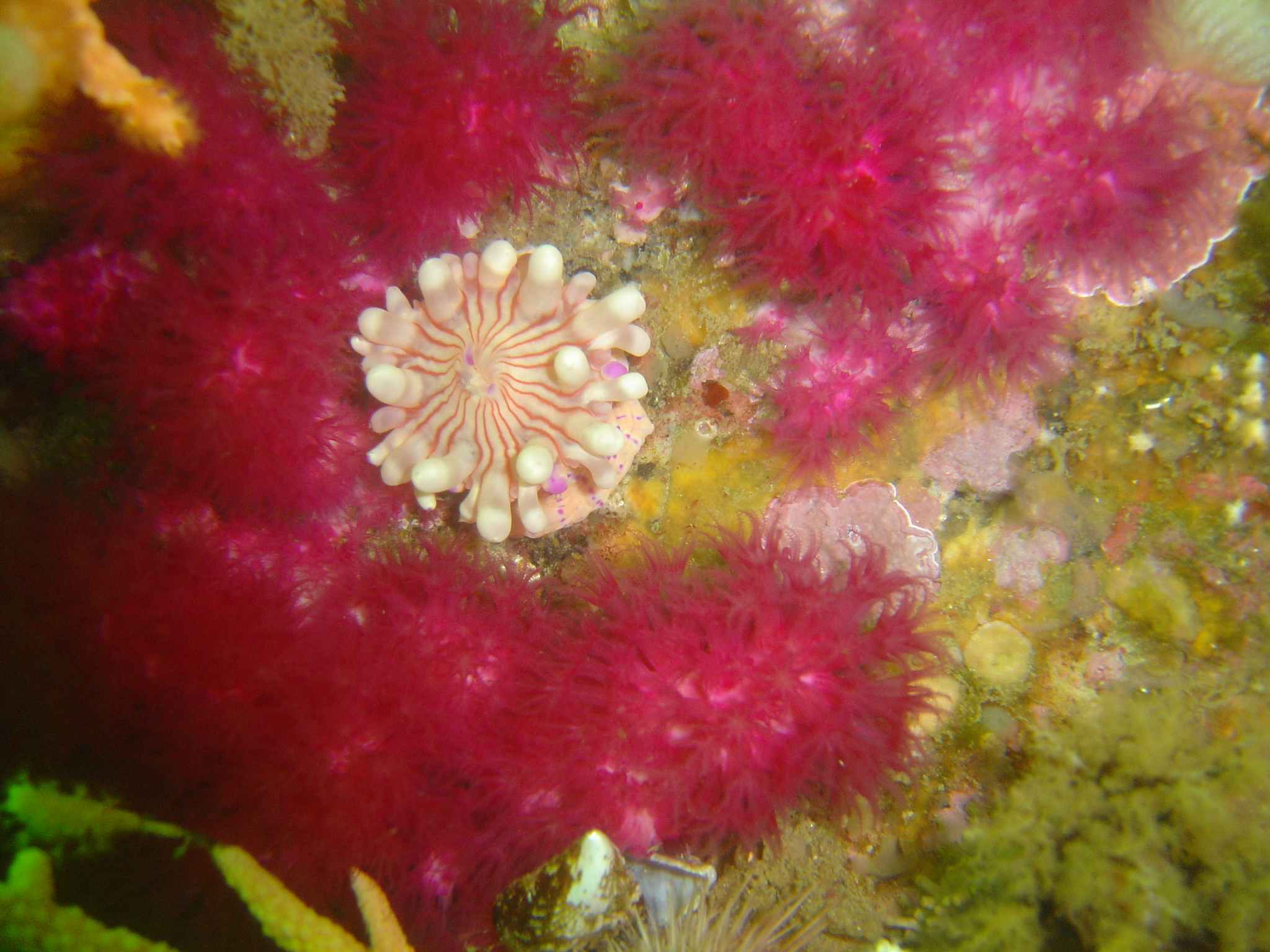
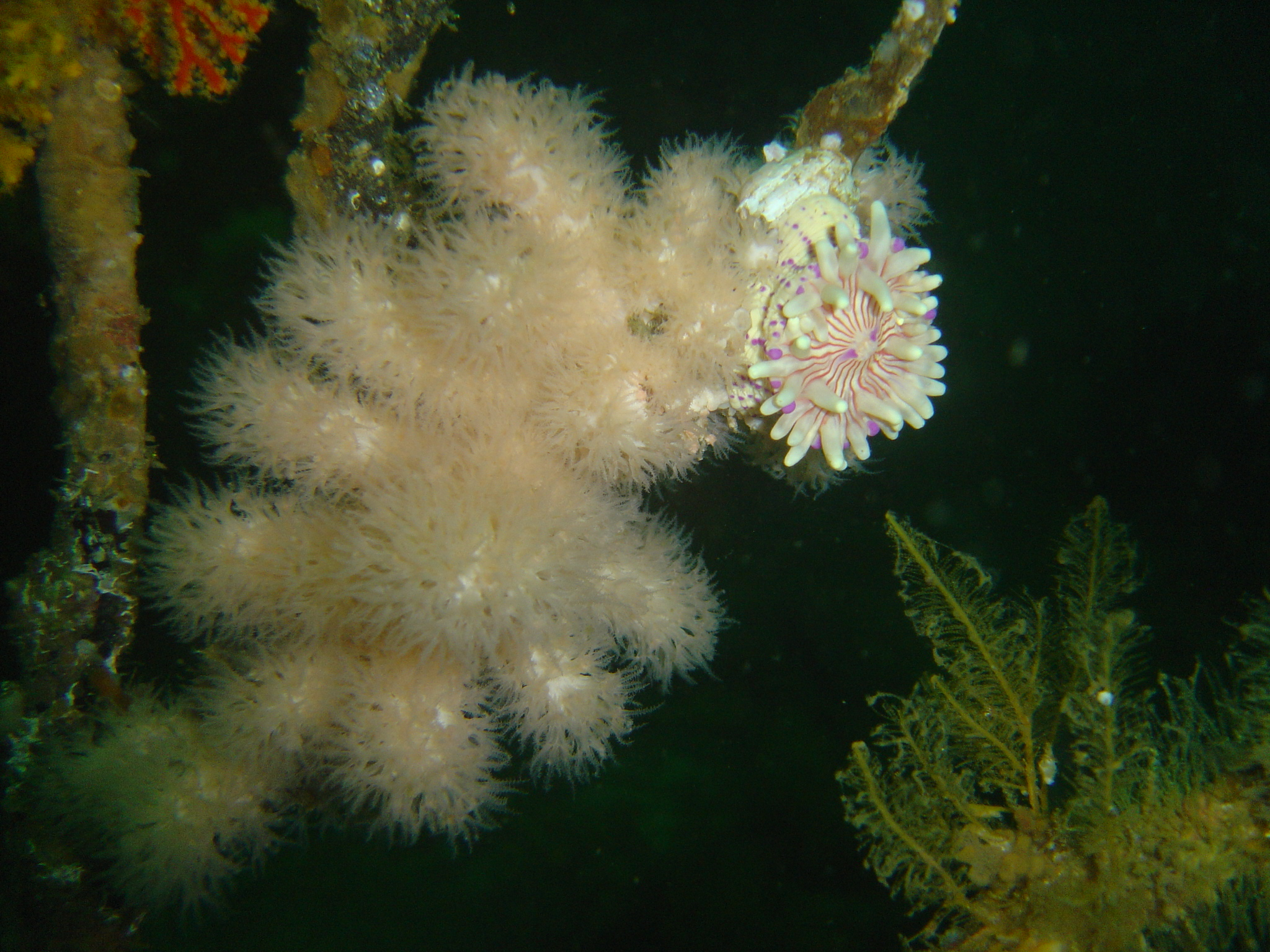
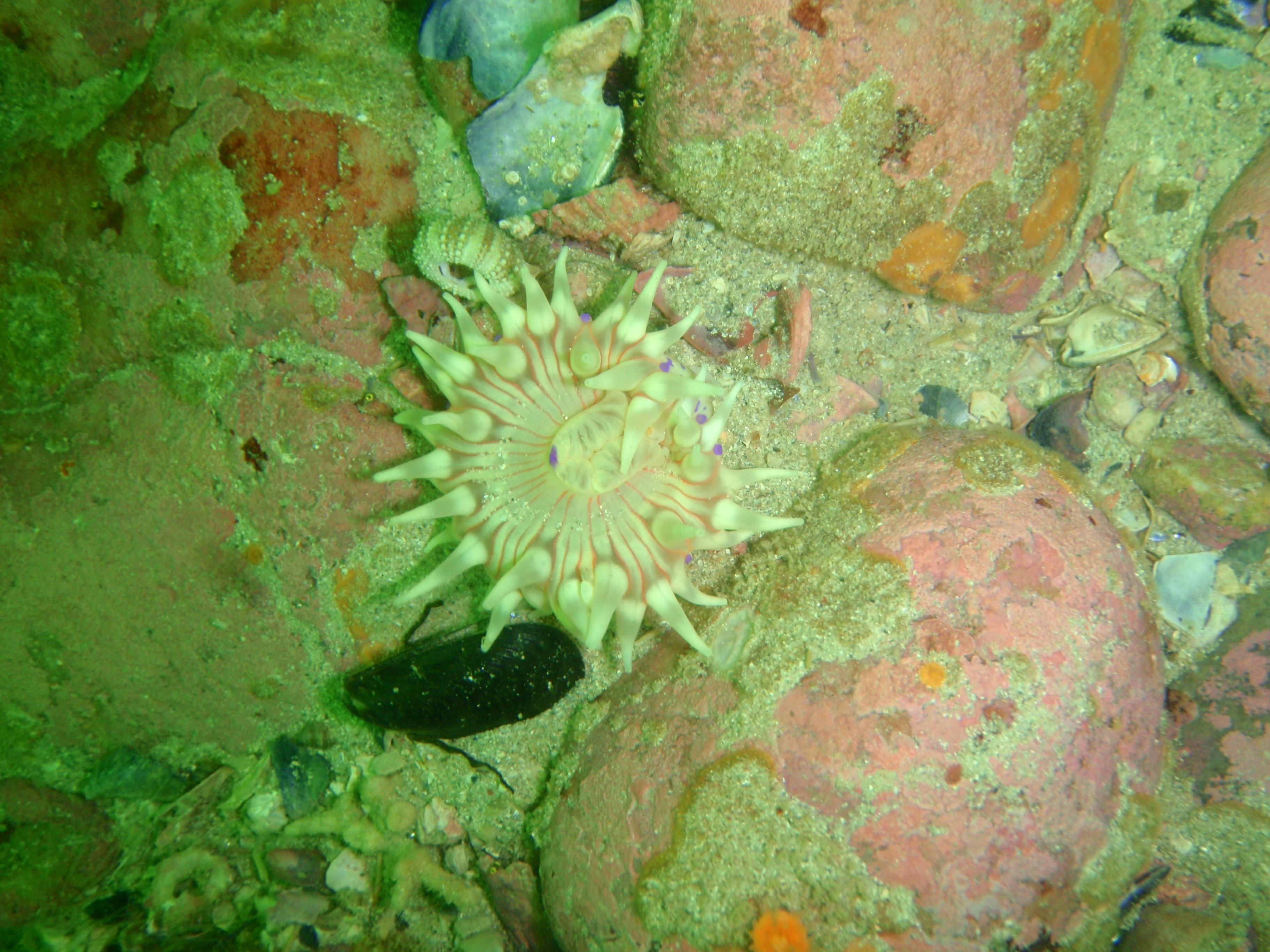
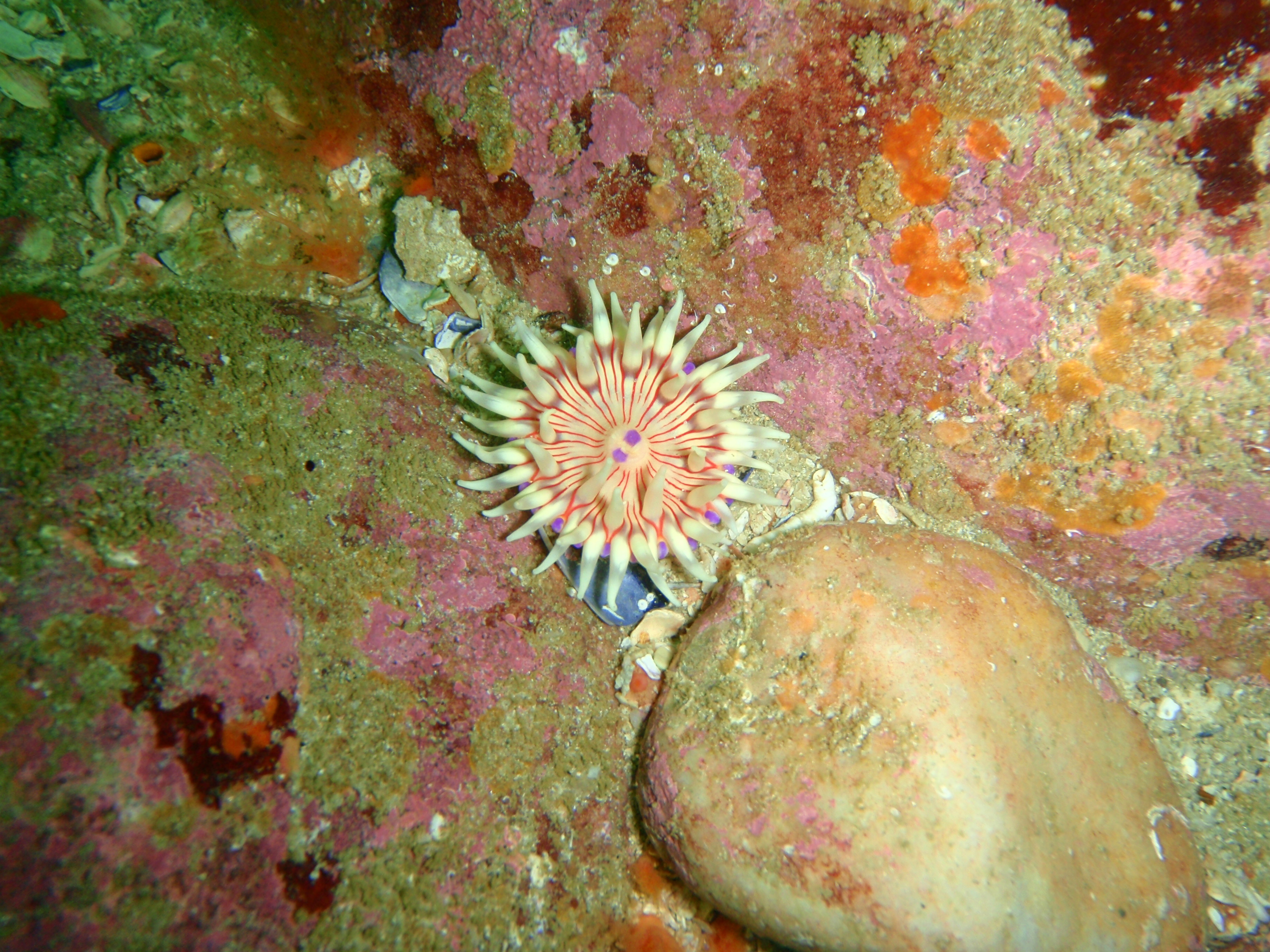